# By Night
By Night är ett extreme metal-band från Falkenberg i Sverige som bildades 1999. Bandet har släppt tre album och gjort lika många europaturnéer. Debutalbumet Burn the Flags släpptes 2005 och A New Shape of Desperation gavs ut 2006.

## Historia
By Night bildades av André Gonzales, Simon Wien och Per Qvarnström 1999. Efter flera olika medlemsbyten gick basisten Henrik Persson med och stannade i bandet, sedan också sångaren Christoffer Andersson. Två demos spelades nu in, "By Night" (2000) och "Derelict" (2001).
Christoffer Andersson lämnade By Night 2002 av sociala skäl och en ny sångare behövdes. Bandet hittade Adrian Westin, som var sångare i "Aggressive Serpent" (nu Trendkill). De släppte sedan en ny demo, "Lamenation". Efter det gick karriären upp lite bland annat när tidningar som Monster Magazine och Close-Up röstade fram dem till bästa okontrakterade band.
By Night beslutade 2004 att samarbeta med Lifeforce Records och att släppa en EP tillsammans med Cipher System (också skrivna under Lifeforce). Den 18 juni 2004 släpptes denna Split.
Bandet har släppt två fullängdsalbum, Burn the Flags (2005) och A New Shape of Desperation (2006). 2005 åkte de ut på "We Are the Enemy"-turnén tillsammans med Lifeforces Destiny och Deadsoil. Strax efter att Burn the Flags hade släppts slutade Simon Wien. Henrik Persson tog hans plats vid gitarren och basisten Markus Wesslén (från Dead by April) rekryterades.
2007 spelade de på "With Full Force"-festivalen tillsammans med band som Slayer, Children of Bodom, Korn och Amon Amarth.
Ett tredje album släpptes 2012.

## Medlemmar
Nuvarande medlemmar
- Henrik Persson – basgitarr (1999–2006), gitarr (2006– )
- Per Qvarnström – trummor (1999– )
- André Gonzales – gitarr, bakgrundssång (1999– )
- Christoffer Andersson – sång (1999–2002, 2012– )
- Martin Karlsson – basgitarr (2012– )

Tidigare medlemmar
- Simon Wien – gitarr (1999–2006)
- Adrian Westin – sång (2002–2012)
- Markus Wesslén – basgitarr (2005–2010)

## Diskografi
Demo
- By Night (2000)
- Derelict (2001)
- Lamentations (2002)

Studioalbum
- Burn the Flags (2005)
- A New Shape of Desperation (2006)
- Sympathy for Tomorrow (2012)

Annat
- Cipher System / By Night (delad album) (2004)